# Ben Godfrey
Ben Godfrey (York, 15 januari 1998) is een Engels voetballer die doorgaans speelt als centrale verdediger. Hij verruilde Norwich City in oktober 2020 voor Everton.

## Clubcarrière
Godfrey doorliep de jeugdreeksen van York City en Middlesbrough. In het seizoen 2015/16 debuteerde hij in het eerste elftal van York City. In januari 2016 maakte Godfrey de overstap naar Norwich City en speelde het resterende seizoen bij het tweede elftal. Tijdens het seizoen 2016/17 speelde hij ook bij het tweede elftal maar werd geregeld geselecteerd voor het eerste elftal. Op 28 januari 2017 maakte hij zijn debuut in de Championship toen hij negen minuten voor tijd Alexander Tettey kwam vervangen in de met 2–0 gewonnen wedstrijd tegen Birmingham City.. Ook het daaropvolgende seizoen boden er zich weinig speelkansen aan en Godfrey werd voor één seizoen uitgeleend aan Shrewsbury Town. In het seizoen 2018/19 keerde Godfrey terug, zette zich door en speelde in totaal 31 competitiewedstrijden waarin hij 4 doelpunten wist te maken. Op die manier had Godfrey een mooi aandeel in het behalen van de titel die recht op promotie gaf naar de Premier League. Op 9 augustus 2019 debuteerde Godfrey op het hoogste niveau in de openingswedstrijd van het seizoen 2019/20. In een uitwedstrijd bij Liverpool FC wist Norwich niet te stunten. De wedstrijd werd met 4–1 verloren. Op 5 oktober 2020 tekende Godfrey een vijfjarig contract bij Everton FC.

## Clubstatistieken
| Seizoen                       | Club              | Competitie     | Competitie | Competitie | Beker | Beker | Internationaal | Internationaal | Totaal | Totaal |
| Seizoen                       | Club              | Competitie     | Wed.       | Dlp.       | Wed.  | Dlp.  | Wed.           | Dlp.           | Wed.   | Dlp.   |
| ----------------------------- | ----------------- | -------------- | ---------- | ---------- | ----- | ----- | -------------- | -------------- | ------ | ------ |
| 2015/16                       | York City         | League Two     | 12         | 1          | 3     | 0     | —              | —              | 15     | 1      |
| 2016/17                       | Norwich City      | Championship   | 2          | 0          | 4     | 1     | —              | —              | 6      | 1      |
| 2017/18                       | → Shrewsbury Town | League One     | 40         | 1          | 8     | 0     | —              | —              | 48     | 1      |
| 2018/19                       | Norwich City      | Championship   | 31         | 4          | 5     | 0     | —              | —              | 36     | 4      |
| 2019/20                       | Norwich City      | Premier League | 30         | 0          | 3     | 0     | —              | —              | 33     | 0      |
| 2020/21                       | Everton           | Premier League | 31         | 0          | 5     | 0     | —              | —              | 36     | 0      |
| 2021/22                       | Everton           | Premier League | 4          | 0          | 1     | 0     | —              | —              | 5      | 0      |
| Totaal                        | Totaal            | Totaal         | 150        | 6          | 29    | 1     | 0              | 0              | 179    | 7      |
| Bijgewerkt op 25 oktober 2020 |                   |                |            |            |       |       |                |                |        |        |

## Interlandcarrière
Godfrey maakte deel uit van Engeland –20 en Engeland –21.

## Erelijst
| Kampioen Championship | 1x | 2018/19 |